# 113388 Davidmartinez
113388 Davidmartinez este un asteroid din centura principală de asteroizi.

## Descriere
113388 Davidmartinez este un asteroid din centura principală de asteroizi. A fost descoperit pe 28 septembrie 2002 la Pla D'Arguines de Rafael Ferrando. Asteroidul prezintă o orbită caracterizată de o semiaxă mare de 3,14 ua, o excentricitate de 0,17 și o înclinație de 4,3° în raport cu ecliptica.